# Liste von Persönlichkeiten aus Soglio
Diese Liste enthält in Soglio geborene Persönlichkeiten und solche, die in Soglio ihren Wirkungskreis hatten, ohne dort geboren zu sein. Die Liste erhebt keinen Anspruch auf Vollständigkeit.

## Persönlichkeiten
(Sortierung nach Geburtsjahr)

Stammwappen derer von Salis

- Die Adelsfamilie von Salis  erscheint zuerst 1285–1293 urkundlich mit ser Rodolfus de Salice de Solio.[1] Er war vermutlich ein Nachkomme der seit 1202 nachweisbaren patrizischen Familie Salici aus Como. Die Salis wurden Ministerialen der Bischöfe von Chur, denen das Bergell seit dem Jahr 960 gehörte. Die Familie, die auch in Chiavenna einen Stammsitz hatte, ist bis heute in Soglio ansässig (und ebenso in Bondo).
  - Dietegen Salis (Soglio) (* 1473 in Soglio (heute Gemeinde Bregaglia); † 12. März 1531 in Morbegno), Hauptmann, Befehlshaber der Drei Bünde, Ritter[2]
  - Bartholomäus von Salis (* 1501 in Soglio; † 1570 in Albosaggia), Erzpriester in Sondrio, Domherr und Bischof in Chur[3]

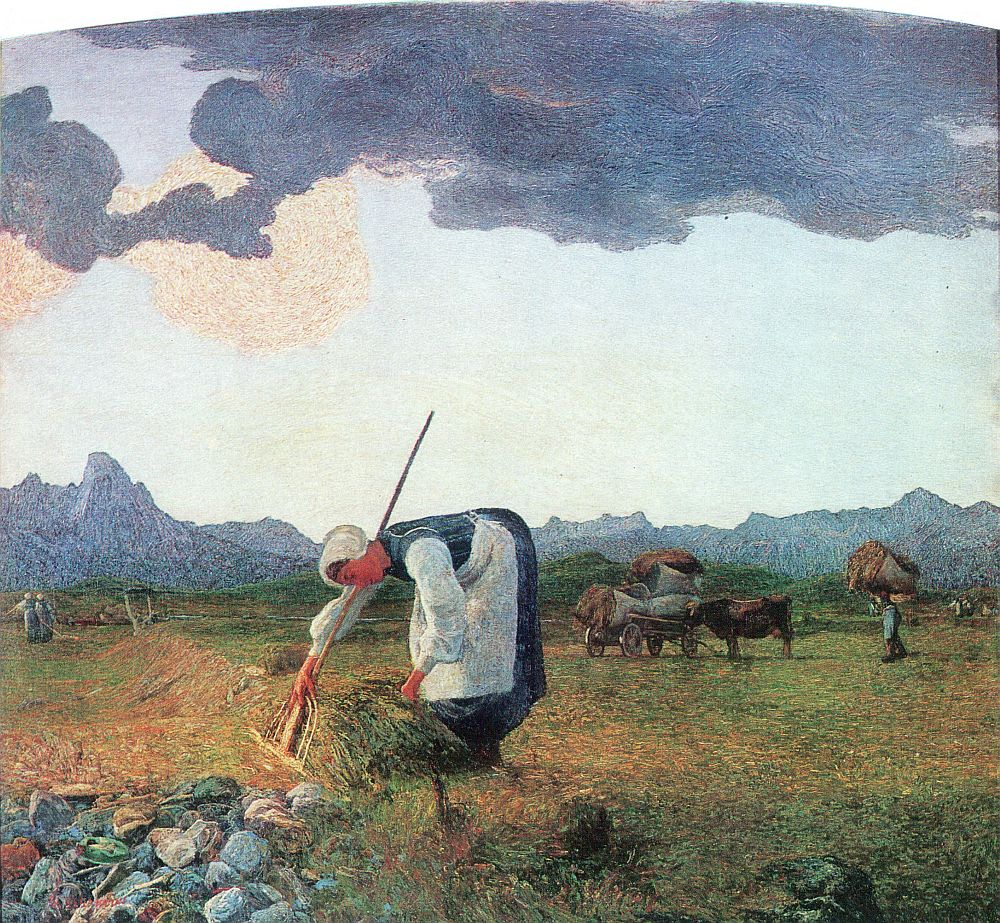
Giovanni Segantini: Die Heuernte (1890–1898)

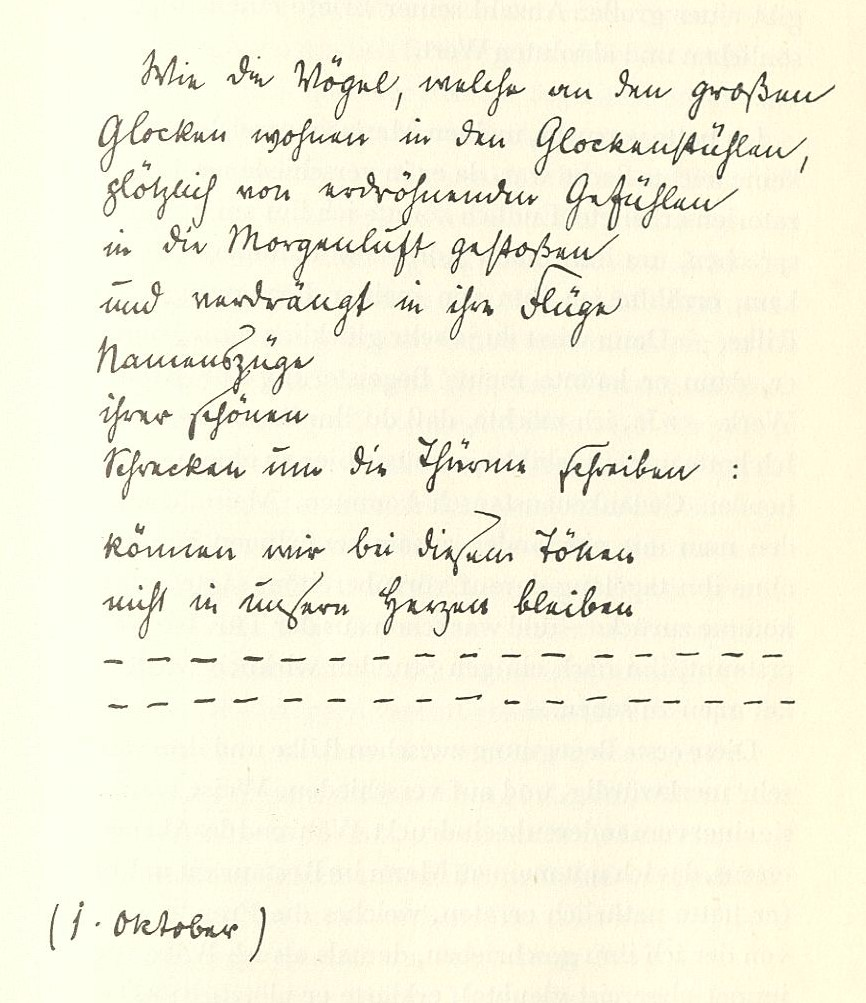
Rainer Maria Rilke: Wie die Vögel (1914)

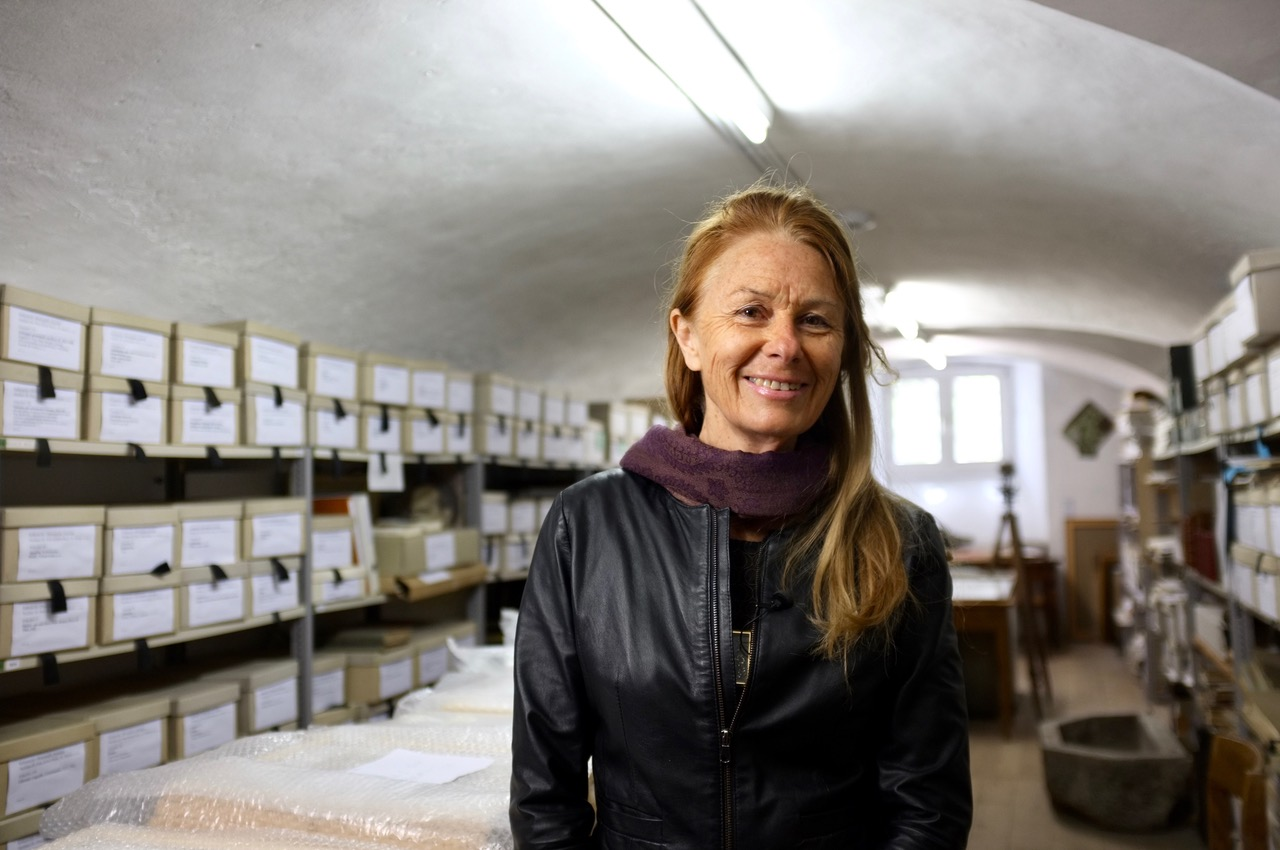
Dora Lardelli im Kulturarchiv Oberengadin (2020)

- - Johann Baptista Salis (Soglio) (* 20. November 1521 in Soglio; † 13. November 1597 ebenda), Landeshauptmann im Veltlin, Ritter vom güldenen Sporn[4]
  - Rudolf von Salis (Soglio) (* 1529 in Soglio; † 31. März 1600 in Basel), Hauptmann, Regimentsinhaber, Oberst der Artillerie, Freiherr[5]
  - Dietegen Salis (* 1526 in Soglio; † 1590 in Sondrio), Oberst, Landvogt im Prättigau, Podestà in Tirano, Generalmajor[6]
  - Battista Salis (Soglio) (* 1570 in Soglio; † 28. September/Oktober 1638 ebenda), Hauptmann der Unterporta im Bergell, Bundsoberst, Ritter von San Marco[7]
  - Hercules Salis (Soglio) (* 16. September 1650 in Soglio; † 9. August 1727 in Chur), Podestà in Morbegno, Podestà des Bergells, Ratsherr in Chur[8]
  - Anton von Salis (Soglio) (* 10. September 1702 in Soglio; † 22. August 1765 in Chur), Podestà des Bergells, Churer Ratsherr und Stadtrichter, Bündner Politiker, Oberst[9]
  - Battista von Salis (Soglio) (* 16. September 1737 in Soglio; † 10. April 1819 in Bondo), Podestà in Morbegno, Landammann des Gerichts Bergell-Unterporta[10]
  - Anton von Salis (Soglio) (* 2. Oktober 1760 in Soglio; † 13. September 1831 in Innsbruck), Podestà des Bergells, Kommissar in Chiavenna, kaiserl.-königlicher Kämmerer[11]
  - Ulysses Anton von Salis-Soglio (1792–1848), österreichischer Offizier
  - Carlo Salis (* 8. Februar 1948 in Bondo (Bürgerort Soglio GR)), Zeichner, Lehrer, Bildhauer in Eisen und anderen Metallen. Er schuf Zeichnung und Malerei[12]

- Jacobus Picenino (* um 1650 in Locarno; † nach 1713 in Soglio), Flüchtling im Bergell, reformierter Pfarrer in Soglio 1781–1791 und Kirchenhistoriker, Kämpfer gegen die Gegenreformation, Publizist[13]
- Petrus Domenicus Rosius à Porta (1734–1806), reformierter Pfarrer in Soglio 1781–1791 und Kirchenhistoriker
- Elvezia Michel (* 17. August 1887 in Lisieux; † 14. Juni 1963 in Soglio), Malerin, Grafikerin und Weberin[14]
- Giovanni Segantini (1858–1899), Maler, Meister der Hochgebirgslandschaft begann früh mit der Freilichtmalerei
- Rainer Maria Rilke (1875–1926), Schriftsteller
- Dora Lardelli (1953–2023), Kunsthistorikerin, Autorin und Kulturvermittlerin
- Toni Weishaupt (* 1949), Landschaftsmaler[15]
- Armando Ruinelli (* 1954), Architekt und Dozent